# David Corn
David Corn es un autor y periodista político estadounidense y editor jefe de la sección Washington de la Revista Mother Jones. Ha sido editor de Washington para The Nation y aparece regularmente en Fox News Channel, MSNBC, National Public Radio, y BloggingHeads.tv entrevistando a James Pinkerton u otras personalidades mediáticas.

## Autor
Como autor, las obras de Corn incluyen ficción y no ficción y generalmente se trata del Gobierno y la política. Corn también ha sido crítico de libros. En una ocasión, criticó su propia organización, cuando Nation Books publicó la traducción de un controvertido libro francés sobre Osama bin Laden y los ataques del 11 de septiembre de 2001. Forbidden Truth: US-Taliban Secret Oil Diplomacy and the Failed Hunt for Bin Laden, por Jean-Charles Brisard y Guillaume Dasquié, sugiere que los ataques se debieron a una ruptura de las conversaciones entre los talibanes y los Estados Unidos para ejecutar un oleoducto a través de Afganistán. Corn argumentó que publicar teorías conspirativas artificiosas socavaba la capacidad de exponer la mala conducta gubernamental real.

## Libros
Primer libro de Corn fue una biografía de 1994 de Ted Shackley, oficial de la Agencia Central de inteligencia , que recibió críticas mixtas. El libro usó el ascenso de Shackley a través de la burocracia de la CIA para ilustrar cómo funcionaba la Agencia y seguir algunas de sus operaciones encubiertas de la era de la guerra fría. En el Washington Post, Roger Warner lo llamó una impresionante hazaña de investigación; pero, en el New York Times, Joseph Finder cafirmó que Corn estaba distorsionando gravemente la historia al culpar a Shackley por una serie de fallos de la CIA.
Corn se movió a la ficción con su contribució en Unusual Suspects (1996), publicó una colección rústica de historias de crímenes para recaudar fondos para combatir el hambre en el mundo. Su primera novela, Deep Background, fue un thriller de conspiración sobre el asesinato de un Presidente en una Conferencia de prensa de la casa blanca y la subsiguiente investigación. Revisiones elogiaron la maestría de Corn en la atmósfera política y personajes, aunque ellos separaron en decir si esto era una virtud o, venia al final de los años de Clinton, territorio que le era demasiado familiar.
Con la llegada de George W. Bush, Corn se convirtió en un duro crítico del Presidente. Su próximo libro, The Lies of George W. Bush, afirmó que Bush había asaltado sistemáticamente la verdad como una estrategia política; y encontró fallas en los medios de comunicación por no reportar esto efectivamente. El libro también rompió con la práctica periodística por su acusación explícita de mentir, una palabra que normalmente se evita como editorial
En particular, Corn critica muchos de los argumentos oficiales para justificar la Invasión de Irak de 2003; y desafió al columnista del New York Times William Safire por denunciar presuntos vínculos entre Saddam Hussein y Al-Qaeda. En Hubris, escrito junto con Michael Isikoff de Newsweek, Corn analizó el manejo de la administración Bush en la invasión.

## El Affaire Plame
Corn estuvo personalmente involucrado en la cobertura temprana de la controversia sobre filtraciones a los medios de comunicación del nombre de la agente de la CIA Valerie Plame. Después Robert Novak reveló la identidad de Plameen su columna del 14 de julio de 2003 , Corn fue el primero en reportar, tres días más tarde, que Plame había estado trabajando en forma cubierta; y planteó la posibilidad de que la pérdida de su identidad violó la ley de protección de identidades de inteligencia.
Novak, por su parte, disputa que Plame había sido un operativo encubierto en el momento en que su identidad fue revelada . También se opuso a la imagen negativa de sí mismo en Hubris, fpor lo cual culpó más a Corn que a Isikoff.Él dijo de Corn, Nadie fue más responsable de la distensión de este episodio por su cercanía con el ex Embajador Joseph C. Wilson , el marido de Plame y una figura clave en la crítica de los argumentos de las administraciones para la invasión.

## Publicaciones
- Blond Ghost: Ted Shackley and the CIA's Crusades. New York: Simon & Schuster, 1994.
- Deep Background. New York: St. Martin's Press, 1999.
- The Lies of George W. Bush: Mastering the Politics of Deception. New York: Crown Publishers, 2003.
- ''Hubris: The Inside Story of Spin, Scandal, and the Selling of the Iraq War. New York: Crown Publishers, 2006. (Co-author with Michael Isikoff.)
- Showdown: The Inside Story of How Obama Fought Back Against Boehner, Cantor, and the Tea Party - William Morrow, 2012.[15]